# Fiume o morte! (2025.)
Fiume o morte! (dosl. Rijeka ili smrt!) hrvatski je dokumentarno-igrani film iz 2025. godine, redatelja i scenarista Igora Bezinovića. Film istražuje 16-mjesečnu okupaciju Rijeke 1919. godine pod vodstvom talijanskog pjesnika i vojskovođe Gabrielea D'Annunzija.
Svjetsku premijeru film je održao 2. veljače 2025. na 54. Međunarodnom filmskom festivalu u Rotterdamu u sklopu glavnog natjecateljskog programa dugometražnih filmova „Tiger Competiton”, u kojemu je osvojio glavnu nagradu i nagradu FIPRESCI, koju dodjeljuje Međunarodno društvo filmskih kritičara. Hrvatska premijera održana je 8. veljače u Art-kinu u Rijeci.
Postao je najgledaniji hrvatski dokumentarni film u kinima od stjecanja neovisnosti, s impresivnih 27 952 gledatelja po zatvaranju distribucije, čime je nadmašio sve dosadašnje domaće dokumentarce. Također, već nakon mjesec dana prikazivanja, riječko Art‑kino zabilježilo je rekordnu posjećenost te ga proglasilo najgledanijim filmom u povijesti kina.
Na 72. Pulskom filmskom festivalu osvojio je 6 Zlatnih arena, za masku, kostimografiju, scenografiju, casting, produkciju i režiju.

## Glumačka postava
- Andrea Marsanich kao Gabriele D'Annunzio i pripovjedač
- Albano Vučetić kao Gabriele D'Annunzio
- Tihomir Buterin kao Gabriele D'Annunzio
- Izet Medošević kao Gabriele D'Annunzio
- Berislav Pavišić kao svirač u D'Annunzijevom bendu
- Igor Domijan kao svirač u D'Annunzijevom bendu
- Ćenan Beljulji kao Gabriele D'Annunzio
- Tonka Mršić kao Luisa Baccara
- Milovan Večerina Cico kao Gabriele D'Annunzio
- Massimo Ronzani kao Gabriele D'Annunzio
- Lovro Mirth kao Guido Keller i narator
- Silvana Zorich kao gospođa koja čita pjesmu i pripovjedačica
- Noemi Dessardo kao fiumanka koja voli plesati i pripovjedačica
- Sandro Ferletta časnik koji napušta D'Annunzija i pripovjedač
- Renzo Chiepolo kao Vittorio Emanuele Pittaluga i pripovjedač
- Sara Marsanich kao Antonia Copetti i pripovjedačica
- Goran Pavlić kao Antonio Grossich
- Nikola Tutek kao Guglielmo Marconi
- Časnici:
  - Albert Petrović, Albi Enesi, Aleksej Lipizer, Branimir Paškvan, Edvin Šabanović, Eugen Starčević, Goran Šarić, Igor Broznić, Remzi Tatari, Šemsi Beljulji, Tihomir Dujakovič, Željko Matovina, Zoran Antić, Zoran Baldo, Zoran Ćupić, Zoran Ždral, Zoran Zubović
- Ivo Šubat kao harmonikaš
- Vojnici koji sviraju pjesmu „Giovinezza”:
  - Jasmin Okanović, Petar Tepšić, Zoltan David
- Poginuli legionari:
- Aldin Bećar, Andreas Božić, Andrei Uzelac, Antonio Blašković, Benjamin Žuna, Benjamin Miočić Stošić, Edi Dizdarević, Eldin Bećar, Gabriel Palavra Vučković, Jakov Crvić, Josip Buzuk, Lino Brkić, Mateo Kos, Mark David Lajoš, Renato Barićevac, Teo Đurović, Tin Pribanić, Vito Lončar

## Produkcija
Predprodukcija je započela 2015. godine, dok je samo snimanje trajalo od 2017. do kraja 2022. godine, obuhvaćajući različita godišnja doba. Film je sniman na autentičnim riječkim lokacijama, gdje su se povijesni događaji zaista odvijali, u Trstu u D’Annunzijevoj rezidenciji Vittoriale degli Italiani u Gardoneu na Gardskom jezeru (Italija), te na talijanskom dijelu krške visoravni Kras. Na snimanju je sudjelovalo oko stotinu Riječanki i Riječana koji su pomogli u rekonstrukciji povijesnih događaja. Produkciju filma vodili su Vanja Jambrović i Tibor Keser za hrvatski studio Restart, u koprodukciji s Ericom Barbianijem za talijanski studio Videomante i  Marinom Gumzi za slovenski studio Nosorogi. Projekt su podržali Hrvatski audiovizualni centar, Eurimages, Ministarstvo kulture Italije, Slovenski filmski centar, Europska komisija te gradovi Rijeka i Zagreb.

## Nagrade
| Dodjela                                   | Godina | Kategorija                     | Rezultat | Izvor  |
| ----------------------------------------- | ------ | ------------------------------ | -------- | ------ |
| Međunarodni filmski festival u Rotterdamu | 2025.  | Tiger Award                    | Osvojio  | [ 3 ]  |
| Međunarodni filmski festival u Rotterdamu | 2025.  | FIPRESCI                       | Osvojio  | [ 3 ]  |
| Vedran Šamanović                          | 2025.  | Vedran Šamanović               | Osvojio  | [ 10 ] |
| Pulski filmski festival                   | 2025.  | Zlatna arena za masku          | Osvojio  | [ 7 ]  |
| Pulski filmski festival                   | 2025.  | Zlatna arena za kostimografiju | Osvojio  | [ 7 ]  |
| Pulski filmski festival                   | 2025.  | Zlatna arena za scenografiju   | Osvojio  | [ 7 ]  |
| Pulski filmski festival                   | 2025.  | Zlatna arena za casting        | Osvojio  | [ 7 ]  |
| Pulski filmski festival                   | 2025.  | Zlatna arena za produkciju     | Osvojio  | [ 7 ]  |
| Pulski filmski festival                   | 2025.  | Zlatna arena za režiju         | Osvojio  | [ 7 ]  |
| Međunarodni filmski festival u Erevanu    | 2025.  | Golden Apricot                 | Osvojio  | [ 11 ] |

## Vanjske poveznice
- Službena stranica
- Fiume o Morte! u internetskoj bazi filmova IMDb-a
- Fiume o Morte! u internetskom katalogu hrvatskih filmova HAVC-a